# Meijin 1975
Il Meijin 1975 è stata l'14ª edizione del torneo goistico giapponese Meijin. L'ultima ad essere sponsorizzata dallo Yomiuri Shinbun, a partire dall'edizione successiva subentrò l'Asahi Shimbun e la numerazione delle edizioni fu azzerata, tuttavia al campione in carica venne garantita la continuità del titolo anche l'anno seguente.

## Qualificazioni
|  | Quarti di finale  | Quarti di finale  | Quarti di finale |               |                   | Semifinali        | Semifinali | Semifinali |  |  | Finale | Finale | Finale |  |
|  |                   |                   |                  |               |                   |                   |            |            |  |  |        |        |        |  |
|  | Shoji Hashimoto   | Shoji Hashimoto   | 1                |               |                   |                   |            |            |  |  |        |        |        |  |
|  | Shoji Hashimoto   | Shoji Hashimoto   | 1                |               |                   |                   |            |            |  |  |        |        |        |  |
|  | Kazuo Sometani    | Kazuo Sometani    | 0                |               |                   |                   |            |            |  |  |        |        |        |  |
|  | Kazuo Sometani    | Kazuo Sometani    | 0                |               | Shoji Hashimoto   | Shoji Hashimoto   | 0          |            |  |  |        |        |        |  |
|  |                   |                   |                  |               | Shoji Hashimoto   | Shoji Hashimoto   | 0          |            |  |  |        |        |        |  |
|  |                   |                   | Masao Kato       | Masao Kato    | 1                 |                   |            |            |  |  |        |        |        |  |
|  | Norio Kudo        | Norio Kudo        | Masao Kato       | Masao Kato    | 1                 | 0                 |            |            |  |  |        |        |        |  |
|  | Norio Kudo        | Norio Kudo        |                  |               |                   |                   |            |            |  |  |        |        |        |  |
|  | Masao Katō        | Masao Katō        | 1                |               |                   |                   |            |            |  |  |        |        |        |  |
|  | Masao Katō        | Masao Katō        | 1                |               | Masao Kato        | Masao Kato        | 0          |            |  |  |        |        |        |  |
|  |                   |                   |                  |               |                   |                   |            |            |  |  |        |        |        |  |
|  |                   |                   | Kaku Takagawa    | Kaku Takagawa | 1                 |                   |            |            |  |  |        |        |        |  |
|  | Takeo Kajiwara    | Takeo Kajiwara    | Kaku Takagawa    | Kaku Takagawa | 1                 | 0                 |            |            |  |  |        |        |        |  |
|  | Takeo Kajiwara    | Takeo Kajiwara    |                  |               |                   |                   |            |            |  |  |        |        |        |  |
|  | Satsuo Ushinohama | Satsuo Ushinohama | 1                |               |                   |                   |            |            |  |  |        |        |        |  |
|  | Satsuo Ushinohama | Satsuo Ushinohama | 1                |               | Satsuo Ushinohama | Satsuo Ushinohama | 0          |            |  |  |        |        |        |  |
|  |                   |                   |                  |               | Satsuo Ushinohama | Satsuo Ushinohama | 0          |            |  |  |        |        |        |  |
|  |                   |                   | Kaku Takagawa    | Kaku Takagawa | 1                 |                   |            |            |  |  |        |        |        |  |
|  | Kaku Takagawa     | Kaku Takagawa     | Kaku Takagawa    | Kaku Takagawa | 1                 | 1                 |            |            |  |  |        |        |        |  |
|  | Kaku Takagawa     | Kaku Takagawa     |                  |               |                   |                   |            |            |  |  |        |        |        |  |
|  | Ichigen Okubo     | Ichigen Okubo     | 0                |               |                   |                   |            |            |  |  |        |        |        |  |

|  | Quarti di finale  | Quarti di finale  | Quarti di finale |                 |                   | Semifinali        | Semifinali | Semifinali |  |  | Finale | Finale | Finale |  |
|  |                   |                   |                  |                 |                   |                   |            |            |  |  |        |        |        |  |
|  | Takeshi Sumino    | Takeshi Sumino    | 0                |                 |                   |                   |            |            |  |  |        |        |        |  |
|  | Takeshi Sumino    | Takeshi Sumino    | 0                |                 |                   |                   |            |            |  |  |        |        |        |  |
|  | Yoshihiro Matsura | Yoshihiro Matsura | 1                |                 |                   |                   |            |            |  |  |        |        |        |  |
|  | Yoshihiro Matsura | Yoshihiro Matsura | 1                |                 | Yoshihiro Matsura | Yoshihiro Matsura | 0          |            |  |  |        |        |        |  |
|  |                   |                   |                  |                 | Yoshihiro Matsura | Yoshihiro Matsura | 0          |            |  |  |        |        |        |  |
|  |                   |                   | Masaki Takemiya  | Masaki Takemiya | 1                 |                   |            |            |  |  |        |        |        |  |
|  | Tatsuaki Iwata    | Tatsuaki Iwata    | Masaki Takemiya  | Masaki Takemiya | 1                 | 0                 |            |            |  |  |        |        |        |  |
|  | Tatsuaki Iwata    | Tatsuaki Iwata    |                  |                 |                   |                   |            |            |  |  |        |        |        |  |
|  | Masaki Takemiya   | Masaki Takemiya   | 1                |                 |                   |                   |            |            |  |  |        |        |        |  |
|  | Masaki Takemiya   | Masaki Takemiya   | 1                |                 | Masaki Takemiya   | Masaki Takemiya   | 0          |            |  |  |        |        |        |  |
|  |                   |                   |                  |                 |                   |                   |            |            |  |  |        |        |        |  |
|  |                   |                   | Katsuji Kada     | Katsuji Kada    | 1                 |                   |            |            |  |  |        |        |        |  |
|  | Tadahiko Chino    | Tadahiko Chino    | Katsuji Kada     | Katsuji Kada    | 1                 | 1                 |            |            |  |  |        |        |        |  |
|  | Tadahiko Chino    | Tadahiko Chino    |                  |                 |                   |                   |            |            |  |  |        |        |        |  |
|  | Ikuro Ishigure    | Ikuro Ishigure    | 0                |                 |                   |                   |            |            |  |  |        |        |        |  |
|  | Ikuro Ishigure    | Ikuro Ishigure    | 0                |                 | Tadahiko Chino    | Tadahiko Chino    | 0          |            |  |  |        |        |        |  |
|  |                   |                   |                  |                 | Tadahiko Chino    | Tadahiko Chino    | 0          |            |  |  |        |        |        |  |
|  |                   |                   | Katsuji Kada     | Katsuji Kada    | 1                 |                   |            |            |  |  |        |        |        |  |
|  | Katsuji Kada      | Katsuji Kada      | Katsuji Kada     | Katsuji Kada    | 1                 | 1                 |            |            |  |  |        |        |        |  |
|  | Katsuji Kada      | Katsuji Kada      |                  |                 |                   |                   |            |            |  |  |        |        |        |  |
|  | Yasuo Koyama      | Yasuo Koyama      | 0                |                 |                   |                   |            |            |  |  |        |        |        |  |

|  | Quarti di finale    | Quarti di finale    | Quarti di finale |                |                    | Semifinali         | Semifinali | Semifinali |  |  | Finale | Finale | Finale |  |
|  |                     |                     |                  |                |                    |                    |            |            |  |  |        |        |        |  |
|  | Shokichi Watanabe   | Shokichi Watanabe   | 0                |                |                    |                    |            |            |  |  |        |        |        |  |
|  | Shokichi Watanabe   | Shokichi Watanabe   | 0                |                |                    |                    |            |            |  |  |        |        |        |  |
|  | Masamitsu Tsuchida  | Masamitsu Tsuchida  | 1                |                |                    |                    |            |            |  |  |        |        |        |  |
|  | Masamitsu Tsuchida  | Masamitsu Tsuchida  | 1                |                | Masamitsu Tsuchida | Masamitsu Tsuchida | 0          |            |  |  |        |        |        |  |
|  |                     |                     |                  |                | Masamitsu Tsuchida | Masamitsu Tsuchida | 0          |            |  |  |        |        |        |  |
|  |                     |                     | Naoki Miyamoto   | Naoki Miyamoto | 1                  |                    |            |            |  |  |        |        |        |  |
|  | Hisashi Seo         | Hisashi Seo         | Naoki Miyamoto   | Naoki Miyamoto | 1                  | 0                  |            |            |  |  |        |        |        |  |
|  | Hisashi Seo         | Hisashi Seo         |                  |                |                    |                    |            |            |  |  |        |        |        |  |
|  | Naoki Miyamoto      | Naoki Miyamoto      | 1                |                |                    |                    |            |            |  |  |        |        |        |  |
|  | Naoki Miyamoto      | Naoki Miyamoto      | 1                |                | Naoki Miyamoto     | Naoki Miyamoto     | 0          |            |  |  |        |        |        |  |
|  |                     |                     |                  |                |                    |                    |            |            |  |  |        |        |        |  |
|  |                     |                     | Eio Sakata       | Eio Sakata     | 1                  |                    |            |            |  |  |        |        |        |  |
|  | Hiroaki Tono        | Hiroaki Tono        | Eio Sakata       | Eio Sakata     | 1                  | 1                  |            |            |  |  |        |        |        |  |
|  | Hiroaki Tono        | Hiroaki Tono        |                  |                |                    |                    |            |            |  |  |        |        |        |  |
|  | Hoshi Hoshino       | Hoshi Hoshino       | 0                |                |                    |                    |            |            |  |  |        |        |        |  |
|  | Hoshi Hoshino       | Hoshi Hoshino       | 0                |                | Hiroaki Tono       | Hiroaki Tono       | 0          |            |  |  |        |        |        |  |
|  |                     |                     |                  |                | Hiroaki Tono       | Hiroaki Tono       | 0          |            |  |  |        |        |        |  |
|  |                     |                     | Eio Sakata       | Eio Sakata     | 1                  |                    |            |            |  |  |        |        |        |  |
|  | Eio Sakata          | Eio Sakata          | Eio Sakata       | Eio Sakata     | 1                  | 1                  |            |            |  |  |        |        |        |  |
|  | Eio Sakata          | Eio Sakata          |                  |                |                    |                    |            |            |  |  |        |        |        |  |
|  | Toshihino Toshihiro | Toshihino Toshihiro | 0                |                |                    |                    |            |            |  |  |        |        |        |  |

## Torneo
- W indica vittoria col bianco
- B indica vittoria col nero
- X indica la sconfitta
- +R indica che la partita si è conclusa per abbandono
- +N indica lo scarto dei punti a fine partita
- +F indica la vittoria per forfeit
- +? indica una vittoria con scarto sconosciuto
- V indica una vittoria in cui non si conosce scarto e colore del giocatore

| Giocatore         | R.K. | H.O. | T.Y. | Ho.F. | U.H. | Hi.F. | E.S. | K.T. | K.K. | Risultato | Note                    |
| ----------------- | ---- | ---- | ---- | ----- | ---- | ----- | ---- | ---- | ---- | --------- | ----------------------- |
| Rin Kaiho         | –    | X    | X    | B+5   | X    | B+R   | W+2  | X    | W+16 | 4-4       |                         |
| Hideo Otake       | W+R  | –    | B+R  | B+4   | W+5  | B+R   | X    | W+R  | X    | 6-2       | Qualificato alla finale |
| Toshiro Yamabe    | W+R  | X    | –    | X     | B+3  | X     | B+R  | V+F  | X    | 4-4       |                         |
| Hosai Fujisawa    | X    | X    | B+R  | –     | X    | X     | X    | B+R  | B+R  | 3-5       | Retrocesso              |
| Utaro Hashimoto   | B+7  | X    | X    | W+R   | –    | X     | B+3  | X    | W+R  | 4-4       |                         |
| Hideyuki Fujisawa | X    | X    | B+R  | B+1   | B+R  | –     | X    | W+4  | B+R  | 5-3       |                         |
| Eio Sakata        | X    | B+R  | X    | B+R   | X    | B+2   | –    | W+R  | W+R  | 5-3       |                         |
| Kaku Takagawa     | B+13 | X    | X    | X     | W+0  | X     | X    | –    | W+3  | 3-5       | Retrocesso              |
| Katsuji Kada      | X    | W+R  | W+1  | X     | X    | X     | X    | X    | –    | 2-6       | Retrocesso              |

## Finale
La finale è stata una sfida al meglio delle sette partite. 